# Château de Grammont (Indre)
Pour les articles homonymes, voir Château de Grammont.
Le château de Grammont est situé à Lourdoueix-Saint-Michel, en France.

## Localisation
Le château est situé dans la commune du Lourdoueix-Saint-Michel, au sud du département de l'Indre, sur le domaine d'une ancienne celle (dépendance d'un prieuré) de l'ordre de Grandmont. Il se trouve au nord du bourg entre la D87 (route de Montchevrier) et la D36 ; l'allée qui mène au château part du carrefour de ces deux routes (Croix de Saint-Roch). Il est à l'angle sud-ouest d'une vaste forêt – le bois de Grammont –, qui s'étend sur les communes de Lourdoueix-Saint-Michel et d'Orsennes.

## Description
Le château de Grammont est une bâtisse rectangulaire à deux niveaux, plus un niveau de combles couvert en mansarde et éclairé par des lucarnes. La façade présente cinq travées ; la porte d'entrée, dans la travée centrale, est accessible par quelques marches.
Les tourelles à mâchicoulis qui encadrent la façade du château rappellent celles de l'église fortifiée du bourg. Le domaine comprenait en 2008 une forêt de 21 hectares (partie du bois de Grammont).

## Histoire
Le nom du château garde le souvenir de la celle (dépendance d'un prieuré) de Grandmont-Châtaignier (située dans la commune d'Orsennes) de l'ordre de Grandmont dont il se trouvait sur le terrain. Ce prieuré est établi au début du XIIIe siècle à l'initiative d'Hugues IX de Lusignan, comte de la Marche. Il tomba en commende, fut progressivement ruiné et le domaine fut vendu comme bien national à la Révolution.
Le château actuel a été construit à la fin du XIXe siècle pour la famille Laurencel,. Il a appartenu de 1965 à 2008 à la famille Riollet, originaire de la commune de Dun-le-Palestel.